# Мена, Педро де
Педро де Мена (Педро де Мена-и-Медрано, исп. Pedro de Mena y Medrano, 1628, Гранада, Испания — 13 октября 1688, Малага, Испания) — испанский скульптор. Сын Алонсо де Мена, мастера рубежа XVI—XVII веков, руководившего крупной мастерской, где и учился Педро. Позднее Педро де Мена был учеником Алонсо Кано в Гранаде. Самый значительный испанский скульптор 2-й половины XVII века.
Британская энциклопедия называет его автором множества статуй и бюстов, вырезанных в дереве и покрытых полихромной росписью, предназначенных для церквей как в самой Испании, так и в колониях Латинской Америки, выполненных в стиле позднего барокко. Многие из его скульптур, находившихся в Малаге, были уничтожены в ходе беспорядков 1931 года.

## Историография

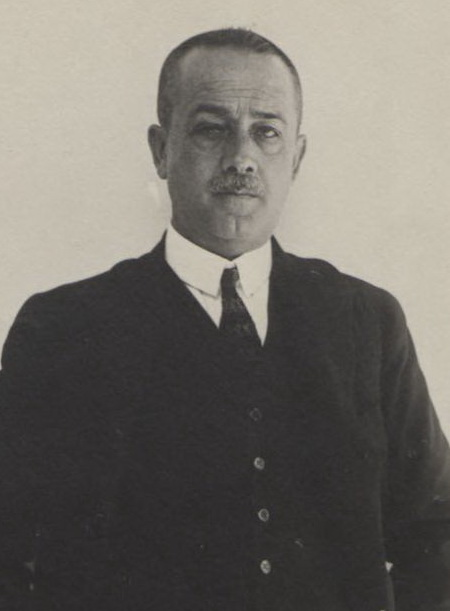
Рикардо де Оруэта-и-Дуарте, исследователь творчества де Мены

Долгое время скульптор воспринимался только как один из многих мастеров XVII века и не привлекал серьёзного внимания исследователей. В 1877 году вышла первая статья, исследующая творчество мастера, это была статья М. Торреса Асеведо «Историко-искусствоведческие заметки о знаменитом скульпторе Педро де Мене и Медрано». Автор попытался выделить особенности творческого стиля мастера в сравнении с работами его наставника Алонсо Кано. В 1899 году «Заметки о скульпторе Педро де Мены» опубликовал Нарсисо Сентенач-и-Кабанас. Впервые целая книга, посвящённая жизни и творчеству Педро де Мены, была издана в 1914 году историком искусства Рикардо де Оруэтой-и-Дуарте. Большое внимание было в книге отведено биографии гранадского мастера, а некоторые данные были опубликованы впервые (например, пребывание скульптора в Мадриде в 1662—1663 годах). Исследователь отмечал, что работы Педро де Мены ещё слишком мало изучены. Он отвергал точку зрения предыдущих исследователей, считавших, что Педро де Мена был эпигоном своего учителя Алонсо Кано. Р. де Оруэта-и-Дуарте объяснял неправильное мнение о роли де Мены в истории искусства Испании тем, что искусствоведы учитывали в основном его ранние работы, выполненные в Гранаде, а не более совершенные и поздние, созданные в Малаге. Р. де Оруэта-и-Дуарте считал, что в последний период своего творчества Педро де Мена переживал упадок творческих сил. В 1928 году был издан под редакцией Р. де Оруэты-и-Дуарте сборник к трёхсотлетию со дня рождения Педро де Мены, включавший отрывки из работ о произведениях гранадского скульптора. Сборник содержал фотографии произведений, созданных де Меной, часть из которых была позже утрачена и известна только по этим фотографиям. В 1925 году вышла статья Антонио Гальего-и-Бурина «Три семьи скульпторов. Мена, Мора и Ролдан».
В 1998 году была опубликована монография Дж. А. Андерсон «Педро де Мена», первая крупная работа о творчестве Педро де Мены за длительное время. Автор пересмотрела некоторые мнения своих предшественников, в частности представление о низком качестве поздних работ мастера. Оспаривая значительность влияния на его творчества Алонсо Кано, автор отмечала, что «Мена уже с 1650 года фигурирует в документах, сохранившихся до нашего времени, в качестве самостоятельного мастера» и настаивала, что большое влияние на его стиль оказало путешествие в Толедо и, вероятно, в Мадрид в 1662 году. В 2007 году вышла в свет монография Л. Гильи Медины, посвящённая Педро де Мене. По его мнению, творчество скульптора — отражение стремления найти прибежище в религии в условиях общественного упадка.
Большие разделы творчеству скульптора посвящены в кандидатских диссертациях российских искусствоведов А. Ф. Эсоно (§ 5 главы II «Развитие некоторых особенностей творчества Алонсо Кано в работах Педро де Мена») и А. М. Прикладовой (Глава 4 «Проблема изображения религиозной экзальтации в испанской скульптуре середины — второй половины XVII в. на примере творчества Педро де Мены»).

## Биография
Точная дата рождения скульптора неизвестна. Известна дата его крещения — 20 августа 1628 года. От неё историки искусства отталкиваются и в определении предполагаемой даты рождения. Его родители — скульптор Алонсо де Мена и его вторая супруга (брак был заключён в 1622 году) Хуана Медрана. Известно, что семья отличалась необычной даже по меркам католической Испании этого времени набожностью.
Первоначально на произведения Педро де Мены оказало определяющее влияние творчество его отца — резчика по дереву Алонсо де Мены (де Мены Старшего), в мастерской которого он получил первые навыки, а затем некоторое время работал (первые самостоятельные работы Педро де Мены историки искусства относят к 1646 году), и скульптора Пабло де Рохаса (с его богатой богатой орнаментикой и мягким реализмом). Алонсо де Мена и сам принадлежал к кругу учеников Пабло де Рохаса, а в 1604 году вошёл в севильскую мастерскую Андреса дель Окампо (около 1555—1623). В Гранаде он создал собственную мастерскую, где работали его дети, внуки и многочисленные родственники. Из мастерской Алонсо де Мена вышли популярные иконографические типы того времени (можно назвать такие произведения, как «Непорочное зачатие», святой Иосиф с младенцем Иисусом, варианты сцены Страстей Христовых, в том числе Распятия с четырьмя гвоздями).
В 1652 году Педро де Мена вступил в брак с Каталиной Викторией. Юридический документ, относящийся к приданому, был составлен Геронимо де Моралесом, нотариусом из Гранады. В том же 1652 году скульптор и живописец Алонсо Кано, по воле короля получивший чин эконома собора Гранады, приехал в этот город. В это время Педро де Мена руководил здесь мастерской совместно с двумя братьями. Ему было двадцать с лишним лет. Кано не создал в Гранаде собственной мастерской. Де Мена предоставил ему свою, одновременно поступив к нему в ученики. Считается, что он стал самым преданным и послушным из учеников Алонсо Кано. Эсоно отмечает, что сотрудничество Кано с де Меной было взаимовыгодным. Де Мена обладал ярко выраженными коммерческими навыками. Он торговал шёлком, рабами из Северной Африки и занимался недвижимостью. Учёба у Кано позволила де Мена найти собственный стиль и уйти от традиционной гранадской скульптуры, носившей в истории искусства локальный характер и отличавшейся статичностью. Считается, что минимум четыре скульптуры, дошедшие до нашего времени, Алонсо Кано и Педро де Мена выполнили совместно (изображения святых Иосифа, Антония Падуанского, Диего из Алькалы и Петра из Алькантары, которые находятся в Музее изящных искусств Гранады, однако существуют и другие атрибуции этих скульптур, но статуя Петра из Алькантары единодушно приписывается именно де Мене).
Переезд в Малагу был связан с тем, что Педро де Мена получил предложение участвовать в работе над убранством хоров в местном соборе. С 1658 года скульптор проживал в Малаге, откуда лишь ненадолго уезжал в Мадрид и Толедо. В 1667 году у скульптора родился сын Хосе де Мена, а в 1668 году — дочь Хуана де Мена. В 1671 году две старшие дочери скульптора, Андреа и Клаудия, поступили в цистерцианский монастырь в Малаге, чтобы принять монашеский сан (в 1683 они перешли в монастырь Гранады). 21 ноября 1676 года его младшая дочь последовала примеру своих сестёр. В 1679 году скульптор приобрёл дом на улице Афлигидос, который стал его постоянным жилищем и мастерской, у некоей Марии Буесо за 8 163 реала.
В 1679 году во время эпидемии чумы он тяжело заболел (7 декабря, находясь в постели, Педро де Мена вносит поправки в своё завещание в присутствии Педро Баллестеро, нотариуса Малаги), но выжил, хотя и стал испытывать с этого времени проблемы со здоровьем. Скульптор скончался в Малаге в 1688 году. 10 мая этого года Педро де Мена назначил супругу исполнителем своего завещания в присутствии Педро Астудильо, нотариуса Малаги. 13 октября Педро де Мена умер. 14 октября состоялись его похороны. 19 ноября была произведена инвентаризация его имущества, а 30 декабря его вдова приступила к исполнению своих обязанностей в соответствии с полномочиями, возложенными на неё скончавшимся супругом.

## Особенности творчества

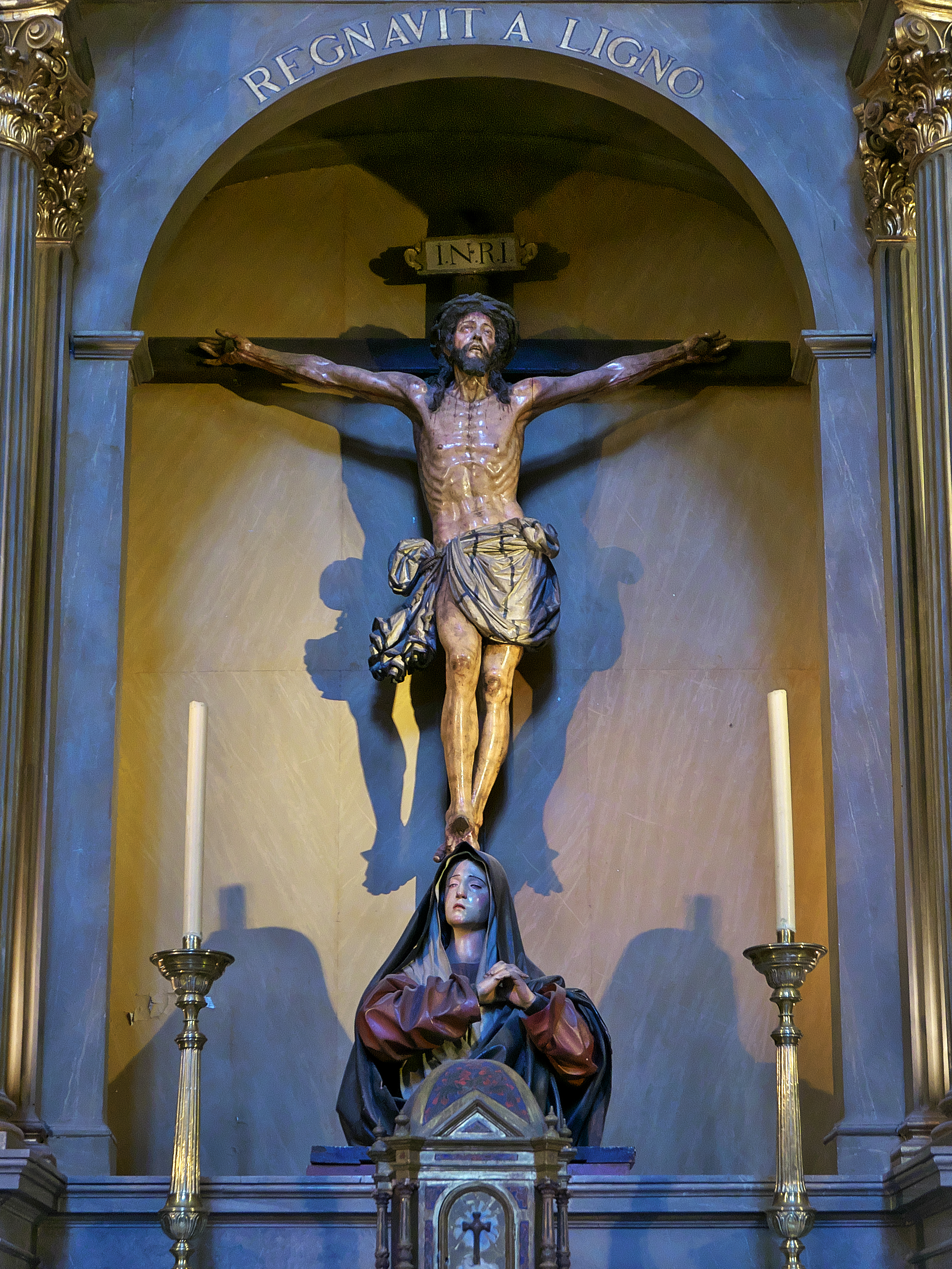
Алонсо де Мена. Распятие, под ним работа его сына Педро — «Мать скорбящая»

К началу XVII столетия техника создания скульптуры уже сложилась в том виде, в каком она продолжала существовать практически без изменений вплоть до XX века. Авторы начинают осуществлять покрытие дерева грунтом, а сама роспись делится на имитацию кожных покровов и покрытие всех остальных поверхностей (сюда относились пояса, кресты, книги). В XVII веке краска кладётся на сусальное золото, а затем сверху прорезается узор, из-за этого золото кажется золотым плетением в драпировках.
Педро де Мена сам расписывал собственные скульптуры. Возможно ситуация изменилась, когда его мастерская перестала справляться с избытком заказов. Тем не менее, после этого он руководил процессом росписи и выполнял особо важные заказы сам. Не все работы скульптора сохранили авторскую роспись. Его скульптуру «Непорочное Зачатие» 1656 года (находится в приходской церкви в Гранаде), в частности записали в XVIII веке. Это одна из самых известных работ де Мена, и популярность приобрела ещё при его жизни.
Доктор искусствоведения Е. Д. Федотова отмечает соединение барочных и ренессансных мотивов в творчестве скульптора. От вторых он унаследовал гармонию пропорций тела, красоту естественных поз и движений, уважение к достоинству человека, от барокко шли мистические сопереживания, пристрастие к напыщенной эмоциональной напряжённости, интерес к сценам страдания, мученичества, искупления, оплакивания. От народной полихромной резьбы у Педро де Мены — тонкая разработка цветовых сочетаний, например, соединение синего плаща и фиолетового хитона в изображении «Скорбящей Марии» в контрасте с матовой гладью неокрашенного дерева в изображении её лица.

## Проблема хронологии творчества скульптора
Творчество скульптора Педро де Мена некоторые искусствоведы делят на два периода: «до» и «после» знакомства с Алонсо Кано. С формальной точки зрения, его работы проще работ Кано. Искусствовед А. Ф. Эсоно даже приписывает им «вульгарную» «красивость» (отмечая при этом, что в испанском языке слово «vulgar» не имеет негативного оттенка) — красоту, доступную пониманию любого человека, и плакатность (выражающуюся в упрощённой и обобщённой форме). Для его работ характерны экспрессивная выразительность, отточенная пластика и выдающаяся по художественным достоинствам роспись. Но в целом эти образы не столь «возвышенны», как образы Кано. Отдельно Эсоно отмечает присутствие у де Мены актуальных для его эпохи трактовок религиозных сюжетов при ясности их толкования. У Кано он усвоил, а затем и развил, навыки полихромной скульптуры. Карл Вёрман отмечает как особенности работ де Мены в сравнении с Кано: «Строение тела у него тверже и яснее. Головы с широкими носами и узкими тонкими губами более круглые и полные. Он не мастер изображать внешнее движение, но в его фигурах ясно выражается их внутреннее движение».
По мнению испанского искусствоведа Ласаро Хила Медины, следует разделить творчество де Мены по другому принципу: работа в Гранаде и работа в Малаге. Оба этапа, в свою очередь, состоят из двух периодов каждый. Все четыре периода имеют свои стилистические особенности.

### I этап (Работа в Гранаде)
- I период в рамках этого этапа — до 1652 года. В Гранаде проходило обучение Педро де Мены в мастерской отца (для этого периода характерно следование традициям, освоение азов мастерства резьбы по дереву)[25]. К этому времени относятся две сохранившиеся и хорошо документированные скульптуры молодого де Мена — изображения святых Петра и Павла (церковь монастыря Сан Антон, Гранада). Иконографические типы этих скульптур характерны для начала XVII века. Наиболее хорошо это видно в раскраске скульптур: орнаментальные мотивы на золотом фоне напоминают гротескные узоры представителей семьи Раксис[исп.]. Складки выполнены реалистично, что в целом не свойственно для барокко[30]. Прикладова высказывает мнение, что уже в это время сформировался самостоятельный стиль Педро де Мены. К его особенностям она относит: изображение героя в кульминационный момент духовного порыва, когда человек демонстрирует свои лучшие качества; главное значение для мастера имеет мистический пыл, заключённый в телесную оболочку, поэтому он сосредоточен на движениях, совершаемых героем; автор стремится к очеловечиванию святого, пытается создать портретный его образ, он подчёркивает физическое несовершенство персонажа, которое приближает его к зрителю, напоминая о его человеческой природе и намекая, что каждый верующий может достигнуть бога; слабое влияние итальянской традиции[31]. Она высказывает мнение, что многие принципы творчества де Мены были отличны от тех, которые характерны для Алонсо Кано и его влияние на мастера преувеличено поздними искусствоведами[32].

- II период — с 1652 по 1658 год. Его составляет работа в Гранаде совместно с Алонсо Кано (этот этап отличается высоким профессиональным уровнем де Мены, а с точки зрения ряда исследователей, формированием его индивидуальных особенностей стиля)[25]. Это проявилось, в частности в цикле статуй Непорочных Зачатий, где де Мена использовал образцы своего учителя. Здесь впервые появилась особая манера, которой Педро де Мена впоследствии станет известен как самостоятельный мастер в Малаге. Наивность решений темы выдаёт не столько ученическую несамостоятельность де Мена, сколько его собственное понимание искусства[30]. Подражание образам Кано выдаёт интерес к идеализированным и психологически тонким образам, которые характерны для позднего творчества этого мастера. Более позднее развитие творчества Педро де Мена обусловлено тенденциями к большему упрощению как образов, так и техники скульптурной живописи[26].

### II этап (Работа в Малаге)
Доктор искусствоведения Т. П. Каптерева, в согласии с точкой зрения Ласаро Хила Медины, считала, что переехав в Малагу, Педро де Мена смог полностью преодолеть влияние Кано и даже создать такие произведения, которые противоположены творческим позициям его учителя.
- I период — с 1658 до 1679 года. Педро де Мена переехал в Малагу, регион богатый и испытывающий потребность в большом количестве произведений религиозного характера, а кроме того, не имеющий на тот момент крупных мастеров. Возможно, переезд состоялся по совету Кано, знавшего ситуацию и коммерческую конъюнктуру в Малаге[34]. По другой гипотезе он уехал из родного города, не желая быть вторым в Гранаде после Алонсо Кано[27]. Иногда внутри этого подпериода с 1658 по 1662 год в творчестве Педро де Мены выделяют особый первый малагский эпизод творчества, связанный с работой над хорами собора Малаги[34].

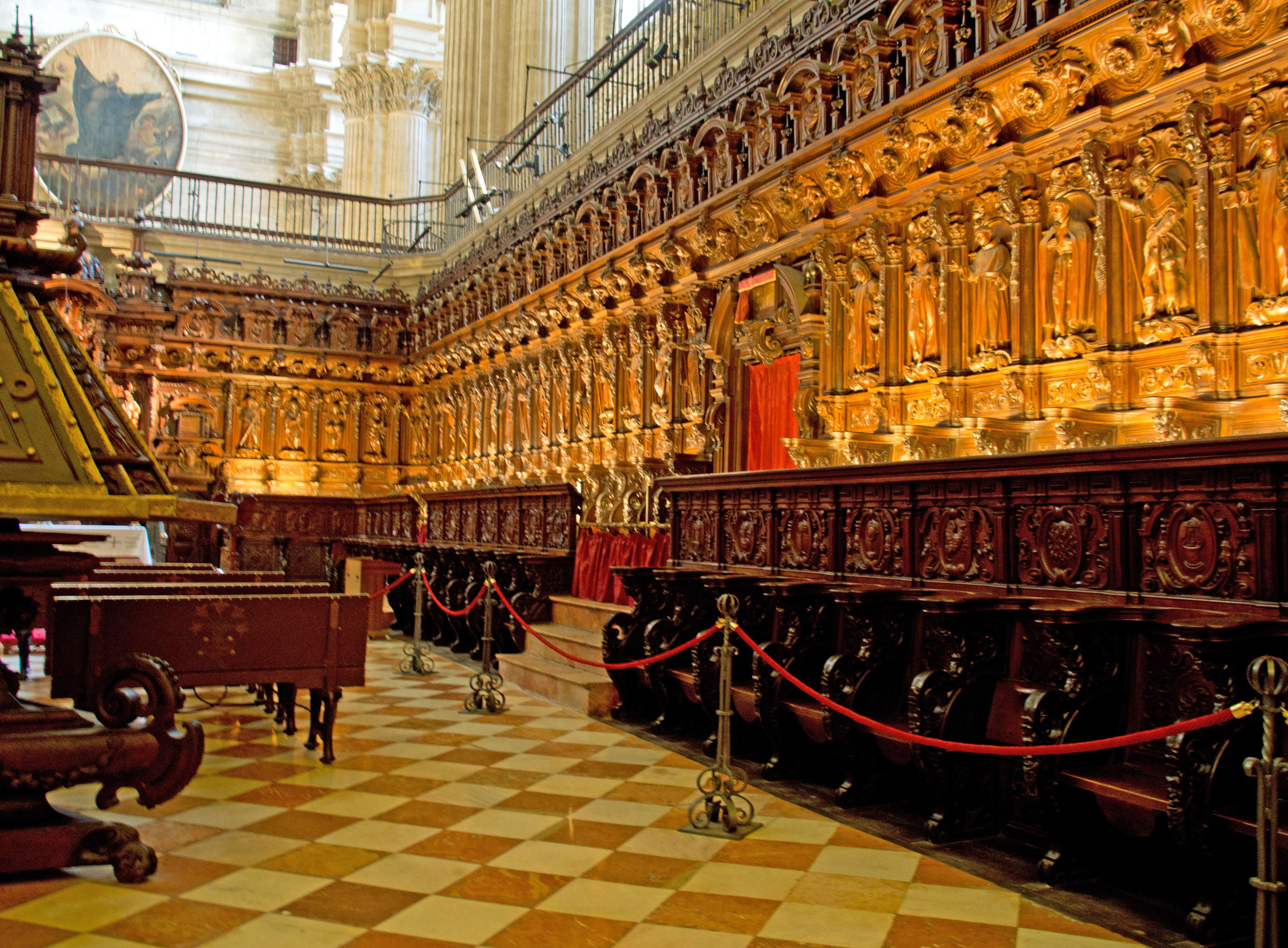
Хоры в соборе Малаги

Центральное место в работах этого периода занимают хоры собора Малаги. Когда де Мена приступил к работе, убранство хора (спинки кресел, переходящие в деревянную архитектурную конструкцию, идущую к потолку) было готово лишь частично. Скульптор Хосе Мигель де Альфаро, умерший в 1649 году, выполнил отдельные рельефы и большинство бюстов святых в верхнем ярусе (часть скульптур была выполнена Луисом Ортисом). В 1658 году для завершения этого проекта был проведён конкурс, инициатором которого стал местный епископ Мартинес де Сарсоса. В конкурсе участвовал среди других скульпторов Педро де Мена. Он представил выполненные им скульптуры евангелистов Луки и Марка, выполненных из неокрашенного кедра.
Центральная полоса хоров пустовала, поэтому де Мена создал около 42 фигур (включая фигуры Марка и Луки): общехристианских, испанских, местных святых, отцов церкви, основателей религиозных орденов, их реформаторов. Де Мена создавал все эти образы без росписи. Закончил эту работу де Мена около 1662 года, хотя эта дата на два года позже, чем обозначенная в контракте. Другим произведением периода стала скульптура святого Франциска Ассизского (около 1663 года), выполненная для кафедрального собора Толедо. Иконография скульптуры связана с обнаружением в 1449 году римским папой Николаем V останков святого Франциска нетленными. Роспись одеяния святого передаёт фактуру ткани грубой рясы францисканцев, а роспись лица пытается воспроизвести экстаз — глаза открыты и устремлены вверх. М. Е. Гомес-Морено предполагал, что Педро де Мена изобразил не самого святого, а его нетленные мощи в том состоянии, в котором их обнаружил Николай V. Прикладова допускает, что скульптор создал образ, «который мог в равной степени представлять Франциска Ассизского как при жизни, так и после смерти и тем самым привнести в свою работу некоторую двойственность».
Затем скульптор пробыл около года в Мадриде и Толедо, по мнению некоторых историков искусства, главным образом с целью завести полезные знакомства, выполнив всего несколько заказов, но получив определённую известность. Это путешествие оказало большое влияние на его стиль, в котором начинает ощущаться влияние Франсиско Сурбарана. Это выражается в строгости контура, подчёркнутой почти параллельными складками одежды из грубой ткани. Дж. Андерсон предполагала, что Педро де Мена мог заехать в Севилью по пути в Толедо, де мог видеть воочию работы Сурбарана. В этот период изображение религиозного экстаза, в котором пребывает святой, достигает у скульптора максимального развития.
Возвратившись в Малагу в 1664 году, де Мена продолжил активно работать. Он был обеспечен заказами и искал новые решения традиционных сюжетов. Время с 1658 по 1679 годы, по мнению многих историков искусства, — вершина творчества мастера, отмеченная оригинальностью стиля. Другого мнения придерживалась советский искусствовед Каптерева, которая считала, что постепенно в творчестве Педро де Мена нарастали черты религиозной экзальтации и мистицизма. Его стало привлекать изображение истощённой человеческой плоти как бренной и несовершенной оболочки неукротимой жизни духа. В пример она приводила изображение де Меной святого Франциска Ассизского (около 1663; собор в Толедо) и Марии Магдалины (около 1664; Мадрид, Музей Прадо), находя в последнем произведении неприятную манерность, свидетельствующую об упадке творчества скульптора.
Прикладова предложила выделить в особый период творчества мастера 1670—1679 годы. Этот период, по её мнению, характеризуется желанием уйти от экзальтации, свойственной предыдущему творчеству Педро де Мены, и его попытками придать изящность облику изображаемых персонажей. Типичным произведением этого периода искусствовед считает «Видение Девы Марии с младенцем Христом Антонию Падуанскому», скульптура находится в Музее изящных искусств в Малаге. Скульптор детально проработал резом накидку синего цвета, в которую одета Мария. Поверхность красной туники Марии покрыта золотым узором. Широкие складки одежды образуют множество ломанных линий, которыми автор пытается усилить живописность образа. Произведения этого периода, по мнению Прикладовой, отличаются большим спокойствием по сравнению с теми, которые были созданы в 60-е годы, облик персонажей приобретает «миловидность» и «лиричность». В 1679 году скульптор заболел, но выжил во время эпидемии чумы.
- II период — с 1680 до 1688 года. Заключительный период, начинающийся с выздоровления мастера и продолжающийся до самой смерти скульптора в 1688 году. После выздоровления от чумы, последствия которой оказались серьёзными для физического состояния и самочувствия мастера, скульптор вынужден был передать, вероятно, выполнение значительной части заказов своей мастерской. Сам же де Мена с этого времени ограничивался её руководством. Для последнего этапа характерны черты упадка вдохновения и фантазии, преобладают повторения сложившихся схем и типов, но уже без прежней тонкости и индивидуальности, что было результатом увеличения роли учеников в работе мастерской[34]. Выдающихся произведений в этот период из мастерской не выходило[30]. Высказывалось и противоположное мнение. Так Прикладова считает это время не отходом от принципов предыдущего периода, а его непосредственным продолжением. По её мнению работы этого периода «демонстрируют окончательный отход в сторону большей лиричности, созерцательности в создании изображений святых, отличаются торжественностью, более тонкими оттенками чувств и требуют большей вдумчивости»[42]. Прикладова отмечает уменьшение размера скульптур мастера, но сохранение их высокого качества[43].

## Особенности иконографии Педро де Мены

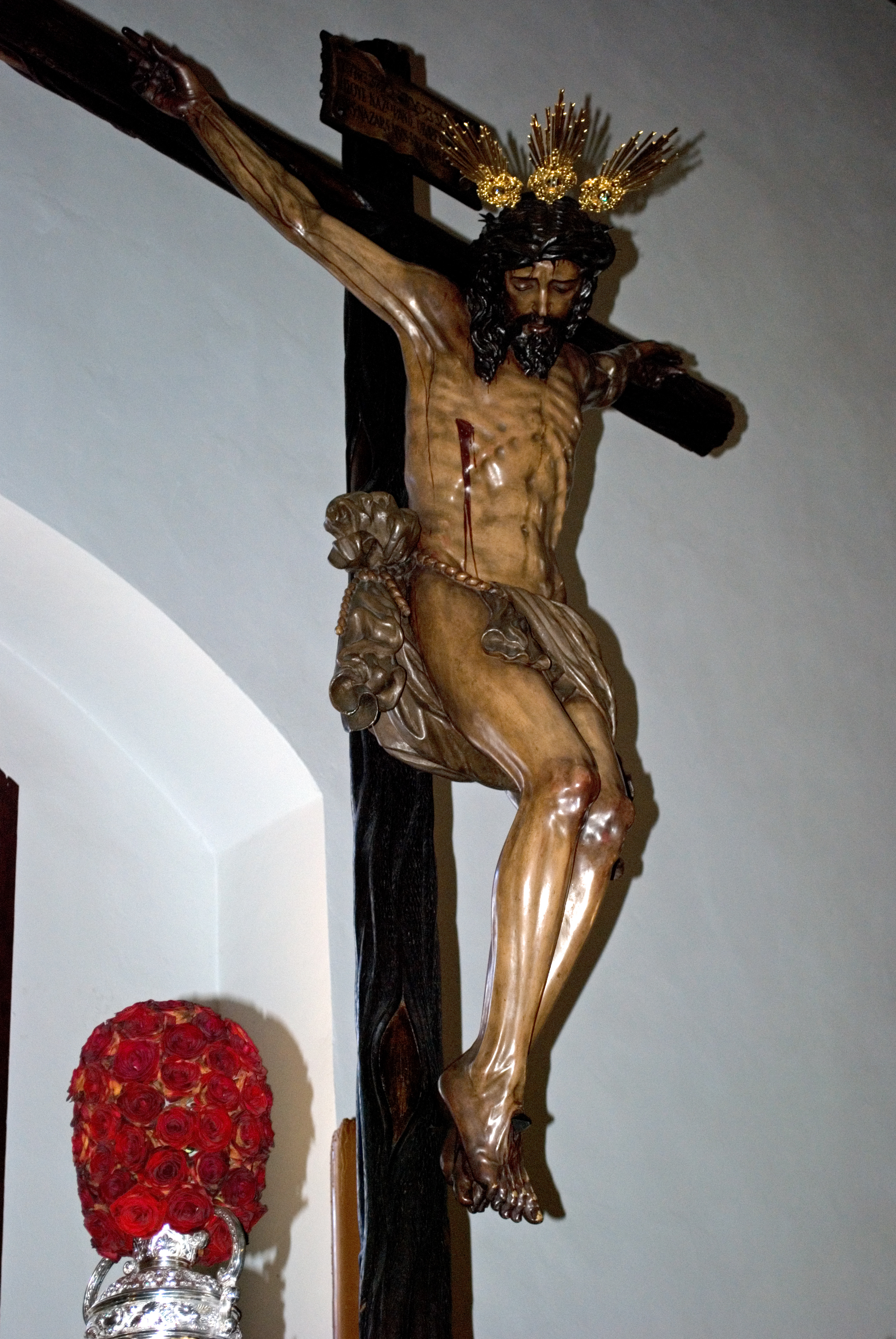
Версия «Христа Доброй Смерти» 1937 года из церкви святого Хулиана в Севилье

Для современников скульптор был признанным авторитетом в области иконографии. А. Родригес де Севальос в статье «Сакральное искусство: испанские живопись и скульптура XVII столетия в религиозном контексте» упоминает, что Педро де Мена работал в качестве назначенного инквизицией «цензора изображений» в Гранаде и Малаге.
Прикладова считает, что Педро де Мена не ставил цель передать ощущение мистического видения, он стремился представить своего героя максимально приближенным к зрителю. Он делал акцент на религиозной экзальтации, в которой пребывает святой. Например, он демонстрирует возможность достичь этого состояния через созерцание святым Франциском распятия, которое автор размещает в его руках на скульптуре, относящейся к 1657—1658 годам. Распятие, размером около 20 сантиметров, предельно реалистично. Фигура Иисуса искривлена и близка S-образной линии, ноги сильно согнуты в предсмертных судорогах, заметны шрамы от бичевания. Состояние приближения Франциска к Всевышнему означает у де Мены динамизм, порывистость, неистовость героя.
Много раз Педро де Мена изображал святых с младенцем или ребёнком Иисусом (таковы изображения Антония Падуанского и Петра Ноласко). Скульптор подчёркивает любовь, заботу, теплоту отношений между святым и Христом, представленным в образе ребёнка. Одним из первых в европейской скульптуре Педро де Мена изобразил младенца Иисуса на руках Иосифа Обручника, а не Марии. В скульптуре, созданной в 1656 или 1657 году, которая находится в Музее изящных искусств в Гранаде в Гранаде, образ Иисуса привлекает непосредственностью. Фигурка Иисуса подалась вперёд, он с интересом смотрит вниз. Правой рукой он держится за святого Иосифа — жест, отражающий искреннюю симпатию, которую испытывает Иисус по отношению к своему земному отцу. В трактовке образа самого Иосифа также подчёркнута привязанность к ребёнку.
В другом образе, созданном Педро де Меной на эту тему (около 1657 года, церковь Санто Анхел, Гранада), вновь подчёркивается крепость семейных уз. Святой Иосиф показан фронтально, голова его наклонена влево, а взгляд направлен на маленького Иисуса, к нему же протянута и правая рука. Педро де Мена запечатлевает момент, когда святой приостановился и ждёт, когда малыш подойдёт к нему. Фигура Христа полна детского очарования, но взгляд его обращён не на Иосифа, а вниз. Средством объединения образов святого Иосифа и Иисуса в единое целое становится полихромия — персонажи одеты в туники голубого цвета, украшенные по краям золотым узором.
Скульптор экспериментировал с иконографией мадонны с младенцем. В одном из вариантов скульптуры Вифлеемской Девы Марии (1660-е годы, монастырская церковь Санто Доминго, утрачен в 1931 году) правая ножка младенца Иисуса приподнята, левая, наоборот, свешенная вниз, согнута, голова опущена, взгляд направлен вниз. Левой ручкой младенец опирается на руку матери. Жест Марии, которая отводит ткань, где расположилась фигурка Иисуса, в сторону, искусствоведы трактуют как напоминание о будущей судьбе Иисуса. В результате «детская образность… становится частью сложной авторской концепции, характеризуя уже не специфику детского микрокосма, а способствуя раскрытию определённых качеств мира взрослых».
Широким почитанием пользовался образ «Христа Доброй Смерти», созданный около 1660 года, как считалось длительное время, Педро де Меной. Он хранился в церкви Санто-Доминго в Малаге (часто его называют даже «Христос де Мены»). В XIX веке возникло религиозное Братство Христа Доброй Смерти (исп. Cofradía del Cristo de la Buena Muerte). В 1915 году оно объединилось с более ранним Братством Богоматери Одиночества (исп. La Cofradía de Nuestra Señora de la Soledad y Angustias), возникшим в 1567 году, в Конгрегацию Святого Христа Доброй Смерти и Душ и Богоматери Одиночества (исп. La Congregación del Santísimo Cristo de la Buena Muerte y Ánimas y Nuestra Señora de la Soledad) или сокращённо — в Конгрегацию де Мены (исп. Congregación de Mena). С 1921 году с Конгрегацией Христа де Мены оказался тесно связан возникший за год до этого Испанский легион, а сам «Христос Доброй Смерти» де Мены стал его символом и покровителем. В ходе беспорядков 1931 года скульптура де Мены была утрачена, а в 1942 году скульптор Франсиско Пальма Бургос создал на её основе копию, которую почитает в настоящее время Конгрегация. Она пребывает в церкви Санто-Доминго де Гусман, ещё одна более ранняя версия 1937 года находится в церкви святого Хулиана в Севилье. В день Великого Четверга 150 легионеров из Сеуты каждый год проходят шествием по Малаге, сопровождая копию Христа де Мены. Подобные шествия проходят и в других городах Андалусии.

## Светские сюжеты в творчестве скульптора
Светские изображения скульптора были редкими в творчестве Педро де Мены и часто связаны с работами для церкви. В 1676 году скульптор выполнил изображения Фердинанда Арагонского и Изабеллы Кастильской (находятся настоящее время в городском соборе Гранады). Размеры их невелики. Скульптура Фердинанда Арагонского достигает в высоту всего 65 сантиметров, фигура Изабеллы Кастильской — 66 сантиметров). С одной стороны исследователи отмечают в них стремление к передаче индивидуальных особенностей облика персонажей, с другой стороны — желание представить в этих образах идеальных государственных деятелей. Скульптор делает акцент на соединении духовной и светской власти в руках супружеской четы. Изабелла Кастильская и Фердинанд Арагонский преклонили колени в молитве. Скульптор явно имеет в виду, что молитва обращена ими от лица подданных. Он подчёркивает служение монархов Отечеству, их ответственность за него перед Господом. С Гранадой, где находились изображения, связано в правление Изабеллы Кастильской и Фердинанда Арагонского окончание Реконкисты в 1492 году. Скульптор акцентирует высокий социальный статус персонажей, дополняет их образы декоративными деталями. В трактовке изображений монархов-супругов де Мена следует традициям испанского парадного портрета. Спокойное, замкнутое выражение лиц персонажей демонстрирует молитвенное состояние, в которое погружены герои, и соответствует традиции изображения знатного человека в испанском искусстве.

## Галерея: Скульптуры Педро де Мены

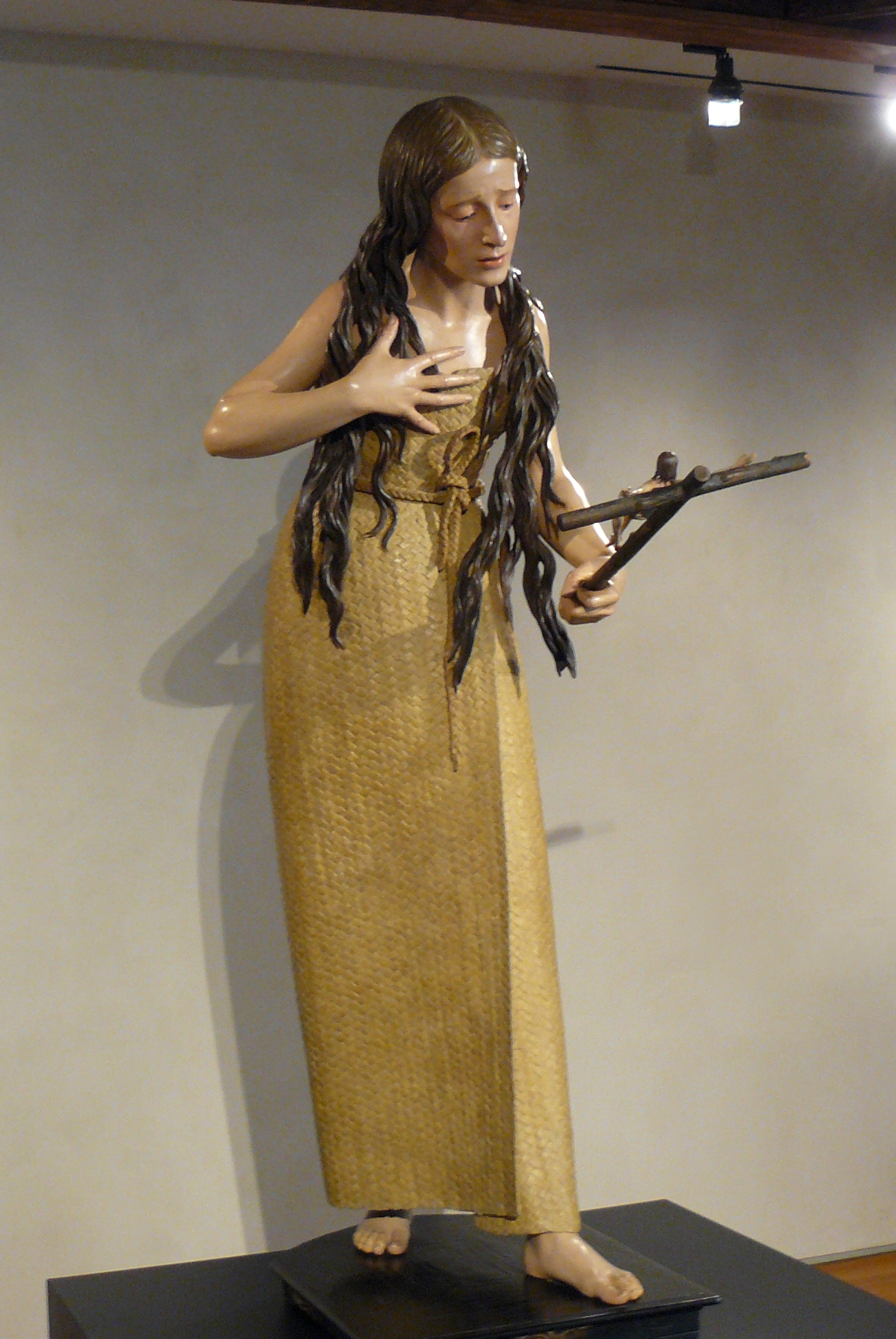
Кающаяся Мария Магдалина, 1664
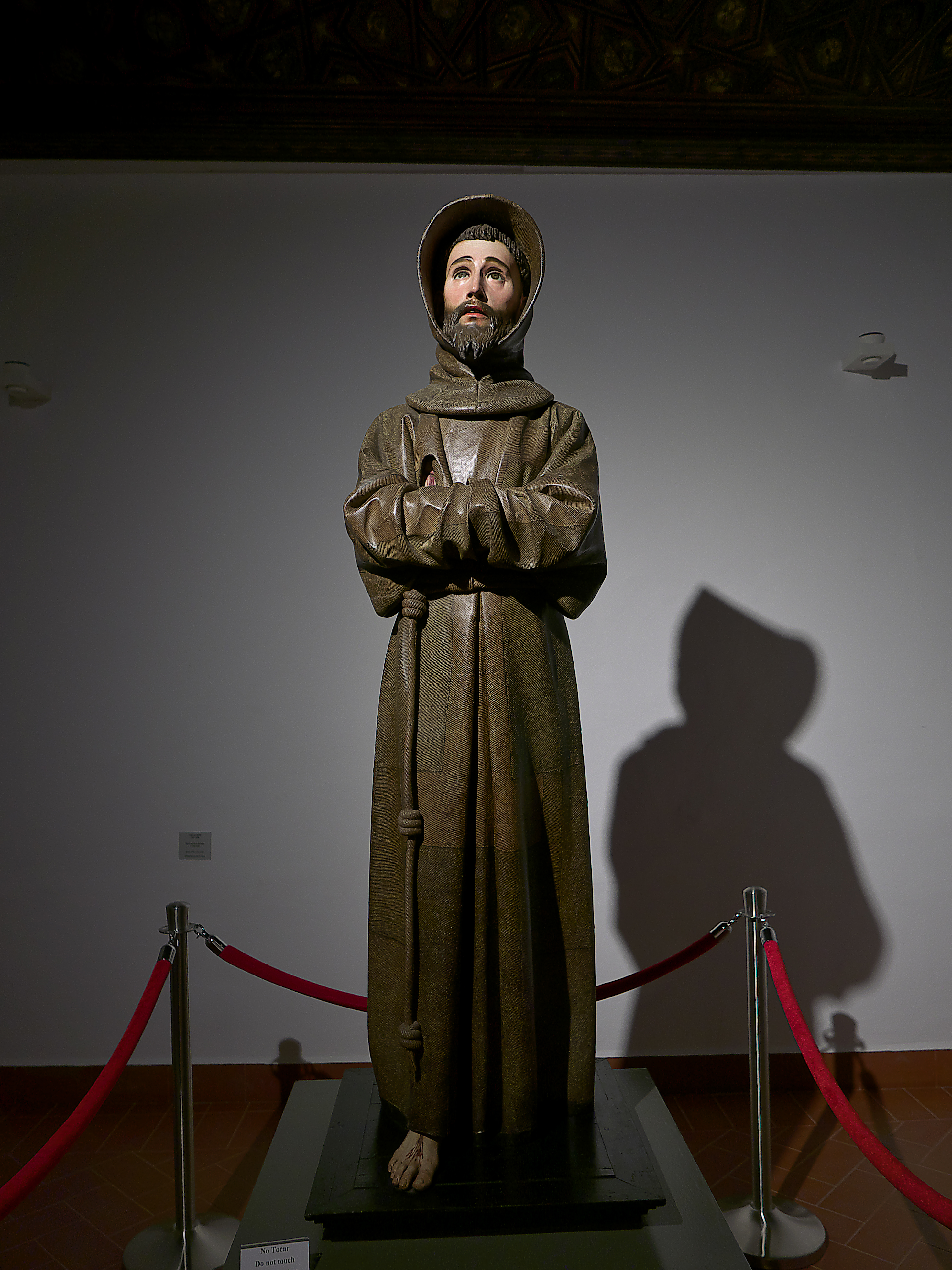
Святой Франциск Ассизский, 1665—1670
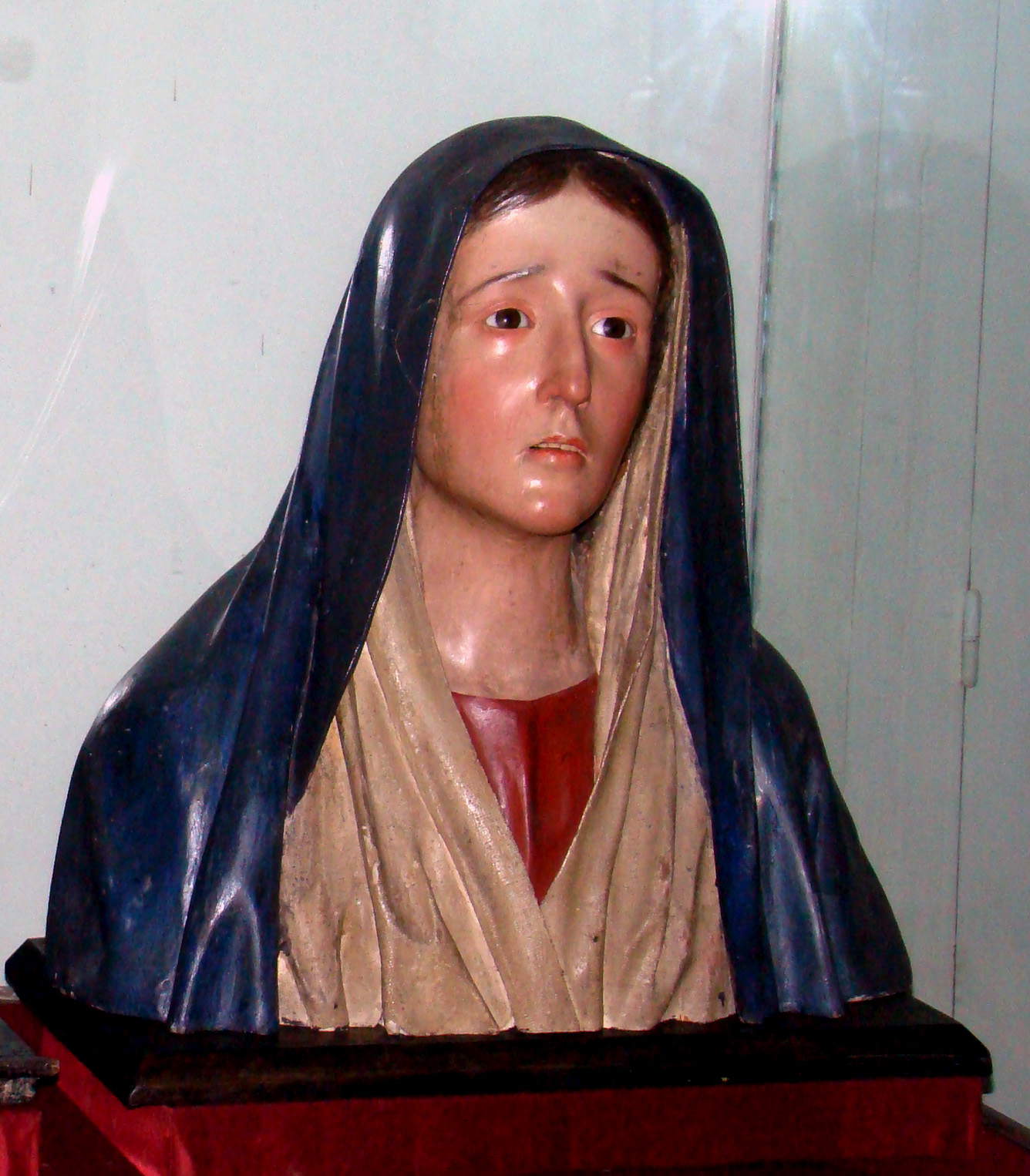
Мать скорбящая, 1673
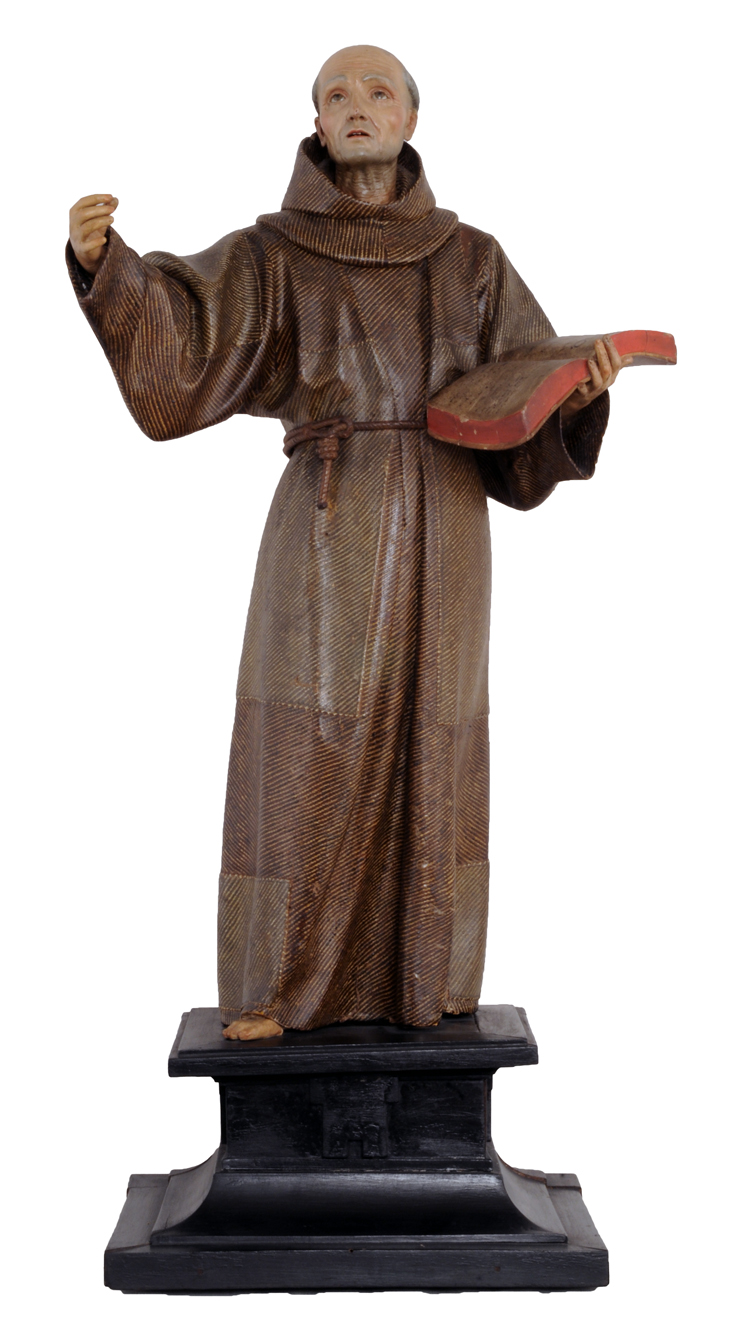
Пётр из Алькантары
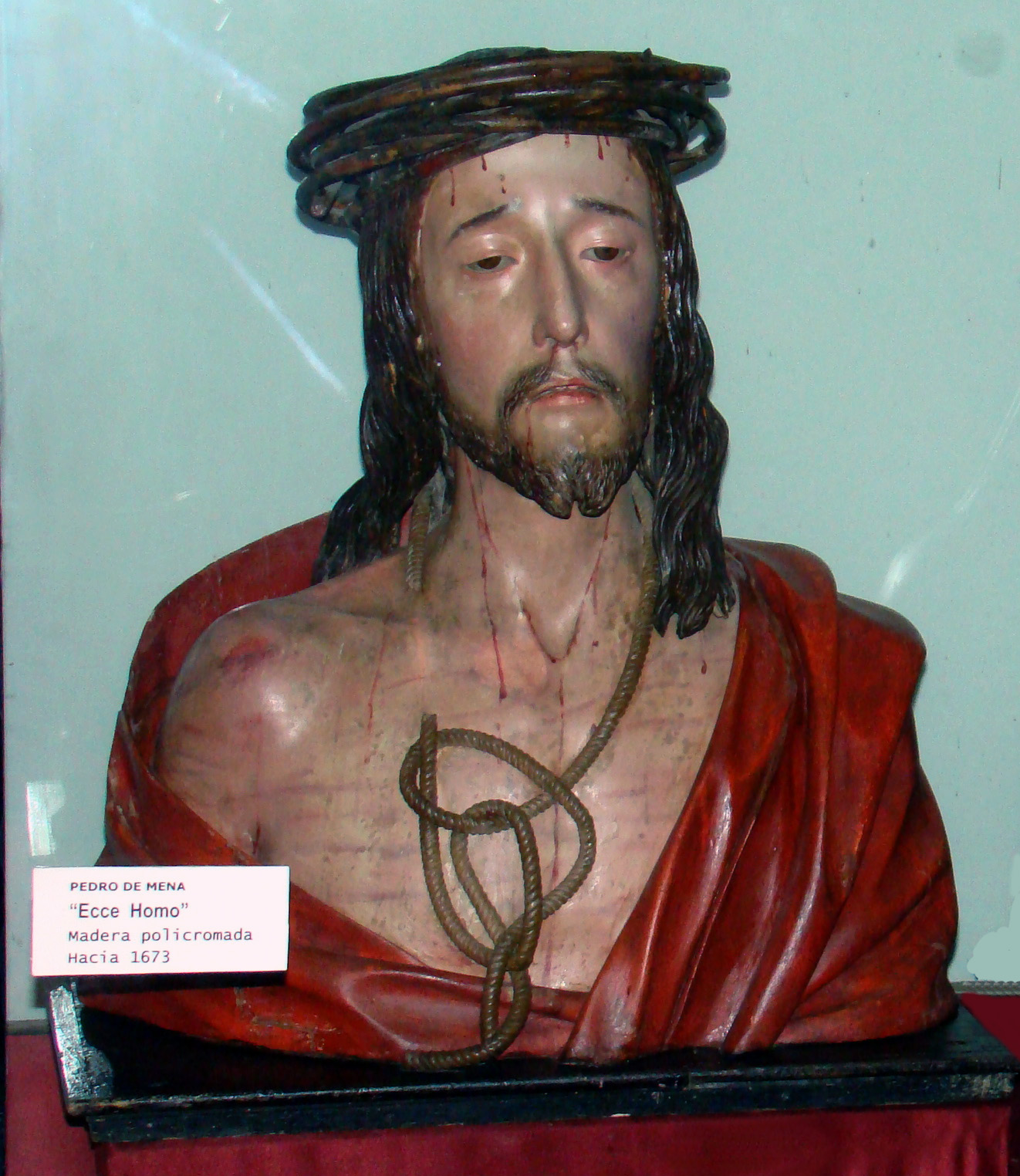
Ecce Homo, 1673